# Pohlia
Pohlia là một chi rêu trong họ Bryaceae.